# Ceración
La ceración es un proceso químico, una práctica común en la alquimia y uno de los doce procesos alquímicos básicos, que son la base de los procesos químicos modernos.
La ceración se realiza añadiendo líquido a una substancia de manera continua mientras esta se calienta (ver calcinación) El resultado obtenido de este proceso, normalmente, suele ser una sustancia más suave, dándole una apariencia como de cera fundida.
La Summa Perfectionis de Pseudo-Geber explica que la ceración es "la molificación de una cosa dura, no fusible hasta la licuefacción", y subraya la importancia de una correcta humedad en el proceso.
El diccionario mito-hermético de Antoine-Joseph Pernety de 1787 lo define de forma algo diferente como el momento en que la materia pasa del negro al gris, y luego al blanco. La cocción continua produce este cambio. La ceración puede ser sinónimo de términos similares para los procesos de quemado alquímico. La incineración, por ejemplo, está en la lista de Manly P. Hall.